# Myrmeleon caliginosus
Myrmeleon caliginosus är en insektsart som beskrevs av Hölzel och Ohm 1983. Myrmeleon caliginosus ingår i släktet Myrmeleon och familjen myrlejonsländor. Inga underarter finns listade i Catalogue of Life.